# Warren Jacques
Warren Jacques (Sydney, 10 marzo 1938) è un ex tennista e allenatore di tennis australiano.

## Carriera
Ha raggiunto due finali ai Surrey Grass Court Championships venendo sconfitto da Mike Davies nel 1959 e da Martin Mulligan nel 1961, negli Slam ha ottenuto i risultati migliori nel doppio con tre quarti di finale e una semifinale agli Australian Championships 1967, in quest'ultima occasione in coppia con Roy Emerson è stato sconfitto dai connazionali John Newcombe e Tony Roche.
Terminata la carriera agonistica prima di compiere trent'anni ha successivamente intrapreso quella da allenatore seguendo gli statunitensi Steve Denton, Bill Scanlon. e Kevin Curren Nel periodo di affiancamento con Denton riuscirono a raggiungere due finali consecutive agli Australian Open, la coppia Denton-Curren ha vinto sotto la sua guida gli US Open 1982 mentre Scanlon entrò per la prima volta nella top-10 mondiale e giocò le semifinali degli US Open 1983.